# Wonder Boy in Monster World
Wonder Boy in Monster World, känt i Japan som Wonder Boy V: Monster World III, är ett plattformsspel utvecklat av Westone och utgivet av Sega, ursprungligen släppt till Mega Drive 1991. Det portades senare till Master System, PC Engine och gjordes även tillgängligt för Virtual Console. Spelet är det femte i serien om Wonderboy.
Wonder Boy in Monster World kretsar kring en ung man; Shion, som ger sig ut på äventyr för att rädda Monster World från den elaka BioMeka och återställa freden. Man kontrollerar Shion som på sin färd springer, hoppar och dödar fiender. Under spelets gång samlar man på sig pengar som behövs för att kunna köpa nya föremål och vapen. Samtidigt får man mer hälsa som gör att man tål mer i striderna. Man stöter också på bybor och andra karaktärer som slår följe och hjälper en vidare i spelet.
Efter Wonder Boy in Monster World släpptes ett sista spel i serien; Monster World IV.